# Cinsault

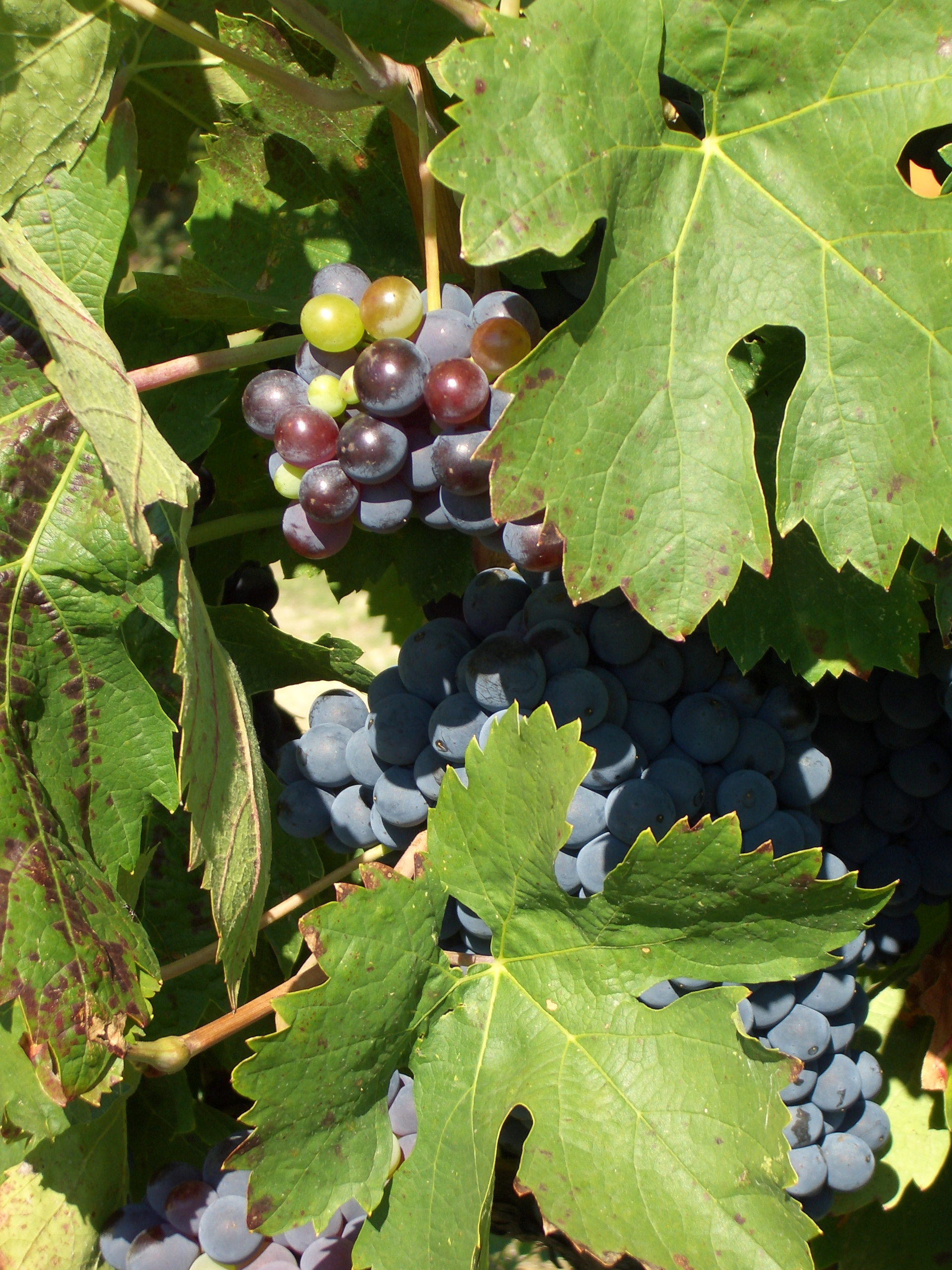
Cinsault

Cinsault eller Cinsaut är en blå vindruva av arten Vitis Vinifera som bland annat återfinns i Libanesiska viner (Chateau Musar), Sydafrikanska viner och i Languedoc-Roussillon-viner (Sydfrankrike). I Frankrike förekommer även namnet Oeillade. Druvan är rikbärande och kräver, för att nå högre kvalitet på vinerna, att skördeuttaget hålls nere. Den används ibland för att runda av den kraftigare Carignan.
I Sydafrika kallas den ibland Hermitage och den har där korsats med Pinot Noir och gett druvan Pinotage.